# (949) Hel
(949) Hel és un asteroide del cinturó principal descobert per l'astrònom Max Wolf en 1921 des de l'observatori de Heidelberg-Königstuhl, Heidelberg, Königstuhl (Alemanya).
Porta el seu nom en honor de Hel, una deessa de la mitologia nòrdica.
S'estima que té un diàmetre de 69,17 ± 1,4 km. La seva distància mínima d'intersecció de l'òrbita terrestre és d'1,44591 ua. El seu TJ és de 3,197.
Les observacions fotomètriques recollides d'aquest asteroide mostren un període de rotació de 10,85 hores, amb una variació de lluentor de 9,8 de magnitud absoluta.